# Arremon assimilis
El cerquero picofino (Arremon assimilis), también denominado matorralero cejigrís y corbatico merideño, es una especie de ave paseriforme de la familia Passerellidae propia de los Andes septentrionales.

## Distribución y hábitat
Se extiende por los Andes de Venezuela, Colombia, Ecuador y Perú, donde se encuentra en el sotobosque de los bosques húmedos entre los 300 y 1200 m s. n. m., en especial cerca del borde del bosque.

## Taxonomía
Anteriormente se consideraba una subespecie del cerquero cabecilistado (A. torquatus), pero desde 2010 se consideran especies separadas, por sus diferencias en la genética, los cantos y el plumaje.